# Lasionycta nivaria
Lasionycta nivaria là một loài bướm đêm trong họ Noctuidae.